# Yunior García Aguilera
Yunior García Aguilera (Holguín, 12 de agosto de 1982) es un actor, dramaturgo y activista cubano. Promotor de la Marcha Cívica por el Cambio en 2021.

## Biografía
Nació el 12 de agosto de 1982 en ciudad de Holguín, Cuba. Vivió en La Coronela, barrio de La Habana. Casado con la productora cinematográfica Dayana Prieto.
Es graduado por la Escuela Nacional de Arte (ENA), especialidad de actuación, y por el Instituto Superior del Arte (ISA), especialidad de dramaturgia. Se ha desempeñado como director artístico y realizador. En Holguín, ingresó en la Asociación Hermanos Saíz (AHS) y durante un tiempo asumió la dirección artística de la compañía teatral Alas Buenas, agrupación de repertorio infantil. Así surgieron obras como Todos los hombres son iguales y Sangre, esta última obtuvo siete premios en el Festival Nacional de Pequeño Formato de Santa Clara. De Alas Buenas saltó al proyecto Trébol Teatro, fundado en 2003 por jóvenes actores de la ENA.
Colaboró con el Royal Court Theatre de Londres, participando en la escritura del texto Feast. Ha ganado, entre otros, los premios de dramaturgia Calendario y José Jacinto Milanés. Su obra más destacada es Jacuzzi, cuya puesta en escena mereció el Premio Villanueva de la Crítica.
Ha escrito guiones para televisión, entre los que destacan la serie musical SOS Academia, la telenovela Latidos Compartidos y el telefilme Ni pocos ni locos. Como realizador audiovisual, escribió y dirigió el cortometraje Cerdo, Mención en el Festival de Nuevo Cine Latinoamericano.

## Activista político
Integra el colectivo cultural 27N (27 de noviembre) que aboga por una apertura en materia de derechos y entendimiento entre cubanos, independiente de ideologías, credos, raza o país de residencia. Participó en las protestas antigubernamentales del 11 de julio de 2021, en La Habana, formando parte del grupo de jóvenes que se apostaron frente al edificio del Instituto Cubano de Radio y Televisión, para solicitar que se les permitiera hablar durante 15 minutos. Yunior y otros jóvenes fueron reprimidos, lanzados a un camión de basura y trasladados hasta una cárcel en las afueras de La Habana. 
Fundador de la plataforma cívica Archipiélago, creada tras las protestas en Cuba de julio de 2021 junto a un grupo de jóvenes, en su mayoría artistas, que habían participado en la manifestación del 27 de noviembre de 2020 en las afueras del Ministerio de Cultura de Cuba.

#### Marcha Cívica por el Cambio
Fue el principal promotor de la convocatoria realizada en septiembre de 2021 para llevar a cabo la Marcha Cívica por el Cambio del 15 de noviembre del propio año en Cuba. Hizo pública la intención de realizar dicha marcha, concebida para ocurrir simultáneamente en varias ciudades del país. Sus propósitos principales eran marchar por la paz y abogar por la resolución de conflictos entre cubanos de distintas ideologías por la vía pacífica y democrática y la liberación de los presos políticos detenidos en la isla, entre ellos muchos que fueron detenidos tras los sucesos del 11 de julio.

### Hostigamiento e impedimento de salir de su domicilio
Yunior García anunció el día 12 de noviembre su intención de marchar "en solitario" un día antes del 15N, una decisión estratégica ante la creciente ola de arrestos, persecución e interrogatorios por parte del régimen cubano buscando impedir la realización de la marcha. El día 14 de noviembre su casa permaneció bloqueada por turbas partidarias del régimen, y en horas de la tarde le hicieron un "acto de repudio" frente a su domicilio, algo que viola la propia Constitución cubana, imposibilitando la realización de su marcha, en la que pretendía llevar una rosa blanca como demostración de la profunda vocación cívica y pacífica de los cubanos que planeaban manifestarse ese día.

### Salida con destino a España
Luego del 15 de noviembre, tras especularse sobre su desaparición y la de su esposa, Yunior se vio forzado a abandonar el país con destino a España, hecho que no fue bien visto por algunos, mientras que la mayoría entendió las razones de su partida.
Fuentes diplomáticas españolas revelaron que hacía varios días se realizaban discretas gestiones para el viaje de García a España, quien voló el 16 de noviembre de 2021 con un visado de turista vigente de larga duración en un vuelo de Iberia en compañía de su esposa, Dayana Prieto, arribando a Madrid el 17 de noviembre. Su salida de la isla fue a petición propia y aparentemente contó con el visto bueno de las autoridades de Cuba.
Yunior García dio declaraciones a la prensa española, en las que señalaba que la decisión de haber abandonado Cuba fue solamente suya, ya que no soportaba la presión, las constantes amenazas y el estrés de la situación que vivía. Yunior declaró que su intención será regresar a Cuba en algún momento, ya que su hijo y madre residen en la isla, y  aseguró que, pese a todo lo ocurrido, sus ideas se mantienen intactas.